# Nicholas Carlisle
Nicholas Carlisle (1771 à York, Angleterre - 27 août 1847 à Margate, Angleterre) est un antiquaire et bibliothécaire britannique. 

## Biographie
Carlisle affirme descendre de John Carlisle (décédé en 1670), de Witton-le-Wear. Il est le fils de Thomas Carlisle. Son père épouse, d'abord, Elizabeth Hutchinson; ils ont au moins un enfant, un fils, le chirurgien, Anthony Carlisle. Thomas épouse ensuite Susanna Skottowe, qui est la mère de Nicholas. Nicholas est né à York, où il est baptisé au St Mary Bishophill Junior, York le 8 février 1771. Il reçoit son éducation du Rév. James Lawson à West Witton. Carlisle entre dans le service naval de la Compagnie des Indes orientales, atteignant le poste de commissaire de bord. Il se lance également dans des affaires privées et gagne de grosses sommes d'argent.
En 1806, il est candidat au poste de secrétaire de la Société des antiquaires, qu'il obtient l'année suivante. En 1812, il devient bibliothécaire adjoint de la Bibliothèque royale ; il accompagne cette collection au British Museum, où il se rend deux jours par semaine. Il écrit plusieurs dictionnaires topographiques d'Angleterre, d'Irlande, du Pays de Galles et d'Écosse. Il écrit également un récit historique des commissaires de bienfaisance et des ordres étrangers de chevalerie.
En 1839, il est élu membre de la Société américaine de philosophie. Il est nommé docteur en droit civil en 1847.